# Jacob Broom (1752–1810)
Jacob Broom (ur. 17 października 1752 w Wilmington w stanie Delaware, zm. w 1810) – amerykański prawnik i polityk.

## Życiorys
Otrzymał staranne wykształcenie i stał się wybitnym prawnikiem we wczesnym okresie życia. Został wybrany do reprezentowania swego stanu w Konwencji Konstytucyjnej, która przyjęła konstytucję. Jacob Broom był wybitnym członkiem tego organu a potem aktywnym politykiem rodzinnego stanu.
Był synem Jamesa Brooma, kowala, który został zamożnym rolnikiem, i Esther Willis, kwakierki. W 1773 r. poślubił Rachel Pierce i razem wychowali ośmioro dzieci.
Po zdobyciu wykształcenia podstawowego w Wilmington’s Old Academy został kolejno rolnikiem, geodetą i w końcu zamożnym lokalnym biznesmenem. Już jako młody człowiek Broom przyciągał znaczną uwagę w rozwijającej się społeczności biznesowej Wilmington, co skłoniło go do kariery politycznej. Pełnił szereg lokalnych funkcji, w tym asesora miejskiego, przewodniczącego miejskich „regulatorów ulic”; grupy odpowiedzialnej za opiekę nad ulicami, wodociągami i systemami kanalizacyjnymi oraz sędziego pokoju w hrabstwie New Castle. Został asystentem burmistrza (wiceburmistrzem) Wilmington w 1776 roku w wieku zaledwie 24 lat, wygrywając wybory na to stanowisko sześć razy w ciągu następnych kilku dekad. Pełnił również funkcję naczelnego burmistrza miasta cztery razy. Nigdy nie przegrał wyborów.
Chociaż silny pacyfistyczny wpływ jego przyjaciół i krewnych kwakrów powstrzymał go od walki w rewolucji, Broom był mimo wszystko patriotą, który przyczynił się do sprawy niepodległości. Na przykład oddał swoje umiejętności geodety do dyspozycji Armii Kontynentalnej, przygotowując szczegółowe mapy regionu dla generała Washingtona na krótko przed bitwą pod Brandywine. Horyzonty polityczne Brooma poszerzyły się po rewolucji, gdy jego społeczność wysłała go jako swojego przedstawiciela do legislatury stanowej (1784-86 i 1788), która z kolei wybrała go do reprezentowania stanu na Konwencji w Annapolis. Podobnie jak wielu innych delegatów, Broom nie mógł uczestniczyć w sesjach krótkiego spotkania, ale prawdopodobnie sympatyzował z wezwaniem konwencji do reform politycznych.
Pomimo braku zaangażowania w politykę krajową przed Konwencją Konstytucyjną, Broom był oddanym zwolennikiem silnego rządu centralnego. Kiedy George Washington odwiedził Wilmington w 1783 r., Broom namawiał go, aby „wspierał swoją radą i wpływem, aby promować harmonię i jedność naszych młodych rządów, które są tak istotne dla trwałego ustanowienia naszej wolności, szczęścia i dobrobytu”.
Broom zabrał te opinie ze sobą do Filadelfii, gdzie konsekwentnie głosował za środkami, które zapewniłyby silny rząd reagujący na potrzeby stanów. Popierał dziewięcioletnią kadencję członków Senatu, w której stany byłyby równo reprezentowane. Chciał, aby legislatury stanowe płaciły swoim przedstawicielom w Kongresie, który z kolei miałby prawo weta ustaw stanowych. Dążył również do nadania legislaturom stanowym prawa do wybierania elektorów prezydenckich i chciał, aby prezydent sprawował urząd dożywotnio. Broom wiernie uczestniczył w sesjach Konwencji w Filadelfii i kilkakrotnie zabierał głos w kwestiach, które uważał za kluczowe, ale większość przemówień pozostawił bardziej wpływowym i doświadczonym delegatom. Delegat Georgii, William Pierce, opisał go jako „zwykłego dobrego człowieka, z pewnymi zdolnościami, ale niczym, co czyniłoby go wyróżniającym się, cichym publicznie, ale pogodnym i rozmownym w prywatnych rozmowach”.
Po konwencji Broom wrócił do Wilmington, gdzie w 1795 r. wybudował dom w pobliżu rzeki Brandywine na obrzeżach miasta. Głównym zainteresowaniem Brooma pozostał samorząd lokalny. Oprócz kontynuowania służby w samorządzie Wilmington został pierwszym poczmistrzem miasta (1790–1792).
Przez wiele lat przewodniczył zarządowi Delaware Bank w Wilmington. Prowadził również przędzalnię bawełny, a także warsztat maszynowy, który produkował i naprawiał maszyny do młynów. Był również zaangażowany w nieudany plan wydobycia rudy darniowej. Kolejnym zainteresowaniem były wewnętrzne ulepszenia: drogi płatne, kanały i mosty. List do jego syna Jamesa z 1794 r. porusza wiele z tych zajęć.
Broom znalazł również czas na działalność filantropijną i religijną. Jego długotrwała przynależność do Old Academy doprowadziła do zaangażowania się w jej reorganizację w College of Wilmington i do służby w pierwszej Radzie Powierniczej college'u. Broom był również głęboko zaangażowany w sprawy religijne swojej społeczności jako świecki lider Old Swedes Church.